# Teucholabis femorata
Teucholabis femorata är en tvåvingeart som beskrevs av de Meijere 1916. Teucholabis femorata ingår i släktet Teucholabis och familjen småharkrankar. Inga underarter finns listade i Catalogue of Life.